# Waldorf Astor, 2. Viscount Astor

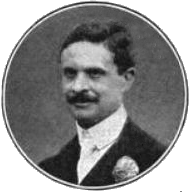
Waldorf Astor

Waldorf Astor, 2. Viscount Astor (* 19. Mai 1879 in New York City, New York; † 30. September 1952 in Taplow, Buckinghamshire) war ein in den USA geborener britischer Politiker und Zeitungsverleger.

## Jugend
Waldorf Astor wurde in New York City als ein Sohn von William Astor, 1. Viscount Astor und Mary Dahlgren Paul (1858–1894) geboren. Sein Bruder war John Jacob Astor, der spätere Baron Astor of Hever. Er verbrachte einen Großteil seines Lebens in Europa, bevor seine Familie sich in Großbritannien niederließ. Dort besuchte er das Eton College und das New College, Oxford, wo er akademisch zwar nicht herausragte, aber ein exzellenter Sportler im Fechten und Polo war.
Auf einer Atlantiküberquerung auf dem Heimweg nach Großbritannien traf er 1905 Nancy Witcher Langhorne, eine geschiedene amerikanische Mitreisende, die er im Mai 1906 heiratete. Als Hochzeitsgeschenk gab Astors Vater ihm und seiner Braut den 55,23-karätigen (11,046 g) Sancy-Diamanten sowie den Familiensitz in Cliveden, den Nancy durch den Einbau von elektrischen Einrichtungen modernisierte und neu dekorierte. Sie hatten eine gute Ehe, aus der vier Söhne und eine Tochter hervorgingen. Durch seine Gattin gewann er ein Interesse an Sozialreformen und Christian Science, zu der er 1924 konvertierte.

## Karriere
Nancy motivierte ihren Gatten, eine politische Karriere einzuschlagen. Obwohl er bei seiner ersten Kandidatur für das House of Commons bei den Unterhauswahlen im Januar 1910 eine Niederlage erlitt, gewann er bei der Wahl im Dezember desselben Jahres für die Unionisten den Sitz im Wahlkreis Plymouth. Er behielt diesen, bis der Wahlkreis 1918 aufgelöst wurde, wonach er erfolgreich im Wahlkreis Plymouth Sutton kandidierte. Trotz seiner Parteizugehörigkeit demonstrierte er Unabhängigkeit durch seine Unterstützung des sogenannten People’s Budget und des National Insurance Act of 1911.
Im Jahr 1911 wandte sich J. L. Garvin, der Herausgeber des Observer an ihn, als er die Zeitung von deren Besitzer, Lord Northcliffe kaufen wollte. Die beiden hatten ein Zerwürfnis über Imperial Preference, und Northcliffe hatte Garvin die Möglichkeit gegeben, einen Käufer für die Zeitung zu suchen. Astor überzeugte seinen Vater, die Zeitung zu kaufen, was dieser unter der Bedingung tat, dass Garvin auch die Pall Mall Gazette herausgebe, die bereits der Astor-Familie gehörte. Obwohl sein Vater das Kapital für den Kauf bereitstellte, war Waldorf für die Zeitung verantwortlich und entwickelte eine harmonische Zusammenarbeit mit Garvin. Er wurde 1915 der formelle Besitzer beider Zeitschriften und verkaufte kurz darauf die Pall Mall Gazette, behielt aber den Observer.
Wie viele Vertreter aus seiner sozialen Schicht wurde Astor beim Beginn des Ersten Weltkriegs rekrutiert. Da bei ihm ein Herzfehler diagnostiziert worden war, nahm er eine nicht-kombattante Rolle ein, in der er gegen Ineffizienz und Verschwendung in der Munitionsindustrie anging. Als sein Freund, David Lloyd George, 1916 britischer Premierminister wurde und eine neue Koalitionsregierung aufstellte, wurde Astor sein parlamentarischer Privatsekretär. 1918 diente er als Parlamentssekretär für das Nahrungsmittelministerium und von 1919 bis 1921 war er Parlamentssekretär für das Gesundheitsministerium. Währenddessen spielte er auch eine entscheidende Rolle bei David Lloyd Georges „garden suburb“.
1916 wurde sein Vater, William Waldorf Astor, als Viscount Astor zum Peer ernannt. Nach dessen Tod erbte Waldorf Astor 1919 den Titel und wurde 2. Viscount Astor, obwohl er den Titel eigentlich ablehnen wollte. Als er ein Mitglied des House of Lords wurde, musste er nämlich seinen Sitz im House of Commons aufgeben und deshalb eine andere Rolle in der Regierung einnehmen. Der Sitz fiel danach in einer Nachwahl (By-election) an seine Ehefrau Nancy, die die zweite ins House of Commons gewählte Frau war. Sie war die erste, die ihren Sitz annahm, nachdem die erste gewählte Kandidatin, Constance Markiewicz, ihre Wahl im Einklang mit der damaligen Parteipolitik abgelehnt hatte. Nancy Astor behielt den Sitz bis zu den Unterhauswahlen 1945.

## Spätere Jahre
Da seine politische Karriere durch die seiner Ehefrau in den Schatten gestellt wurde, fokussierte sich Astor auf gemeinnützige Aktivitäten. Er wurde der Governor des Peabody Trust und des Guy’s Hospitals. Außerdem interessierte er sich für das Royal Institute of International Affairs und wurde von 1935 bis 1949 dessen Vorsitzender. Er war ein herausragender Wohltäter für die Stadt Plymouth und war von 1939 bis 1944 deren Bürgermeister. Er übernahm den Vollblüter-Rennstall seines Vaters und erweiterte diesen, so dass er einige Rennen gewann, einschließlich der St. Leger Stakes im Jahr 1927.
Während der deutschen Aufrüstung in den 1930er Jahren befürworteten die Astors ein Bündnis mit Deutschland, was von einigen Zeitgenossen als Nachgiebigkeit gegenüber Hitler gedeutet wurde. Viele ihrer Bekannten bekundeten ihre Sympathie für Deutschland nach dem Ersten Weltkrieg, fürchteten sich vor dem Kommunismus und unterstützten die Position der britischen Regierung. Lord Astor äußerte antisemitische Gedanken und erklärte Thomas Jones, dem Mitarbeiter von Maurice Hankey, in den 1930er Jahren, dass Deutschland kritisiert werde, weil Zeitungen von den Firmen beeinflusst werden, die die meisten Anzeigen schalteten, d. h. häufig von denen unter jüdischer Führung. Lady Astor hingegen kritisierte die Nazis vor allem wegen der Missachtung der Frauenrechte. Lord Astors Antisemitismus war gewaltfrei, und er protestierte gegen Adolf Hitler wegen dessen Haltung gegenüber den Juden. 1940 drängte er Neville Chamberlain dazu, zurückzutreten, und unterstützte Winston Churchill als dessen Nachfolger. Er sprach sich für einen Krieg gegen Deutschland aus, obwohl er mit Josef Stalin als Alliiertem Schwierigkeiten hatte.
Die Astor-Familie schenkte das Gut Cliveden in Buckinghamshire an den National Trust.
Lord Astor starb 1952 in Cliveden.